# Салаковски езера
Салаковските езера (на македонска литературна норма: Салаковски Езера) са две ледникови езера в Салаковския дял на масива Якубица в Северна Македония.
Разположени са в циркус в североизточно подножие на връх Убава. Надморската им височина е около 2000 m. Разделени са от малък моренен праг. Южното е по-високото, дълго 50 m, широко 40 m и дълбоко 2 m, a северното е по-ниско и малко, с дължина 60 m и широчина 30 m.
Езерата са част от Националния парк „Салаково“.
Гьорче Петров, българският революционер и събирач на географски и етнографски материали, описва езерата в книгата си „Материали по изучаванието на Македония“ и разказва легенди за тях. „Въ Скопскитѣ планини – пише той – има двѣ малки, нъ дълбоки езера, които са намиратъ близу едно до друго на Царний-върхъ планината, Съ общо име викатъ ги  „езерината“, едното „голѣмо“, а другото „малко“ езеро. Малкото държи мѣсто колкото едно гумно, а голѣмото е два пъти по-голѣмо отъ него. Брѣговетѣ и на двѣтѣ езера се образуватъ от високи скали, които имъ придаватъ видъ на вдлъбнѫтини. Когато има вѣтеръ, бучението на водата имъ се чува по-далечъ, отъ което може да се прѣдполага, че стѣнитѣ на езерата подъ водата  са тъй сѫщо скалисти“.